# Литтл, Элберт Лютер
Элберт Лютер Литтл (англ. Elbert Luther Little, 15 октября 1907 — 2004) — американский ботаник.

## Биография
Элберт Лютер Литтл родился в штате Арканзас 15 октября 1907 года.
Литтл окончил среднюю школу в 1923 году и был членом National Honor Society.
В течение трёх лет он учился в Университете Оклахомы, получив степень бакалавра в области ботаники в 1927 году.
В марте 1929 года он получил степень магистра естественных наук, а в декабре — степень доктора философии в Чикагском университете. Литтл написал 23 книги, 150 учебников, информационные бюллетени и статьи. С 29 июля 1993 года было продано 1024315 экземпляров его книги Field Guide to North American Trees, и они всё ещё доступны в книжных магазинах.
Элберт Лютер Литтл умер в 2004 году.

## Научная деятельность
Элберт Лютер Литтл специализировался на Мохообразных и на семенных растениях.

## Некоторые публикации
- Field Guide to North American Trees (Eastern and Western Regions, published by Knopf), 1993[3].
- Forest Trees of Oklahoma. 1981[3].